# Giovanni da Montecorvino
Giovanni da Montecorvino (Montecorvino Rovella o Montecorvino nella Daunia, 1247 – Pechino, 1328) è stato un missionario e arcivescovo cattolico italiano, francescano e fondatore della missione cattolica in Cina.

## Biografia
Nato a Montecorvino Rovella (o forse a Montecorvino della Daunia) nel 1247, entrò tra i Frati Minori dopo aver trascorso una giovinezza ricca di soddisfazioni mondane.  Prese i voti nel 1270 nel Convento di San Lorenzo in Napoli, da poco costruito. In quel tempo l'Ordine francescano si occupava principalmente della conversione degli infedeli, perciò verso il 1279 venne inviato con altri frati a predicare il messaggio cristiano in Armenia, Persia e altre regioni mediorientali.
Nel 1286 Arghun, ilkhan mongolo sovrano della Persia, inviò una richiesta al Papa attraverso un vescovo nestoriano, Bar Soma, chiedendo l'invio di missionari cattolici presso la Corte del grande Imperatore cinese, Kublai Khan (1260-1294), che vedeva con favore il messaggio cristiano.
Verso il 1288, Giovanni da Montecorvino tornò a Roma con una richiesta simile: papa Niccolò IV gli affidò l'importante compito di fondare delle missioni nell'Estremo Oriente, dove ancora era presente il famoso Marco Polo.
Giovanni iniziò il suo viaggio nel 1289, avendo con sé delle lettere per i seguenti sovrani: l'ilkhan Arghun, il grande imperatore Kublai Khan, il principe dei tartari Kaidu, il re del Regno armeno di Cilicia ed il patriarca della Chiesa ortodossa siriaca. Suoi compagni furono il domenicano Nicola da Pistoia ed il mercante genovese Pietro di Lucalongo.
La prima missiva fu consegnata all'ilkhan Arghun. Frate Giovanni rimase in Persia fino al 1291, quando partì via mare per l'India, dove predicò per 13 mesi e battezzò circa cento persone. Frate Nicola da Pistoia morì di lì a poco. Viaggiando via mare da Meliapur con Pietro di Lucalongo, raggiunse la Cina settentrionale nel 1294. Quando giunse a Khān Bālīq, nome con cui era conosciuta in quell'epoca la città di Pechino, ricevette la notizia che Kublai Khan era appena morto. Gli era succeduto al trono Temür Khan (1265–1307) .
Sebbene quest'ultimo non volle abbracciare il Cristianesimo, non pose comunque alcun ostacolo sulla via dello zelante missionario che, anzi, a dispetto dell'opposizione dei nestoriani che già si trovavano in Cina, entrò presto nelle grazie del gran khan.
Nel 1299 fra' Giovanni costruì la prima chiesa di Khān Bālīq e nel 1305 ne costruì un'altra, con annesse officine e case per 200 persone, proprio davanti al palazzo imperiale. In quegli stessi anni riscattò da famiglie non cristiane circa 150 ragazzini dai 7 agli 11 anni, insegnò loro il greco ed il latino, scrisse appositi salmi ed inni e li educò al servizio liturgico della Messa ed al canto. Nello stesso periodo imparò approfonditamente la lingua uigura, parlata comunemente dalla classe dirigente mongola in Cina, allo scopo di iniziare a pregare in maniera pienamente comprensibile da chi lo ascoltava, e tradusse in quella lingua il Nuovo Testamento ed il Libro dei Salmi.
Tra le 6.000 persone convertite da Giovanni da Montecorvino vi fu un re di credo nestoriano, Giorgio (Giwargis in siriaco), vassallo del Gran Khan, menzionato da Marco Polo nel Milione.
Giovanni rimase unico predicatore della Chiesa di Roma per ben 11 anni (non potendo quindi neanche confessarsi) finché nel 1304 un legato tedesco, Arnoldo di Colonia, fu inviato ad aiutarlo.
Nel 1307 papa Clemente V, pienamente soddisfatto dell'opera del missionario, inviò altri sette frati francescani con l'incarico di consacrarlo arcivescovo di Khān Bālīq e "sommo vescovo" di tutta la Cina; a loro volta essi avrebbero dovuto diventare suoi vicari.
Di questi sette frati, però, solamente tre giunsero a destinazione: Gerardo Albuini, Pellegrino da Città di Castello e Andrea da Perugia. Essi lo consacrarono al loro arrivo a Khān Bālīq, avvenuto tra il 1309 e il 1313. Uno dopo l'altro, furono nominati dallo stesso Giovanni vescovi di Zayton.
Nel 1312 altri tre frati francescani furono inviati da Roma come vescovi suffraganei.
Giovanni morì nel 1328 a Khān Bālīq. Ai suoi funerali solenni partecipò una grande folla di persone, sia cristiani che non. Attorno alla sua figura si era diffusa, infatti, una fama di santità che, in modi diversi, si perpetuò nei secoli successivi.

## Riconoscimenti
Nel novembre 1947 si tenne a Montecorvino Rovella (SA) una cerimonia commemorativa in occasione del settimo centenario della nascita del celebre missionario. In tale occasione fu apposta una lapide sulla facciata dell'allora sede municipale a ricordo dell'evento.
Nel 1984 e nel 1993, rispettivamente a Montecorvino Rovella e a Paestum, si tennero due convegni sulla sua figura di primo evangelizzatore della Cina e nella prima occasione fu inaugurato un altare con immagine in maiolica, opera dello scultore Palumbo di Cava de' Tirreni e nella seconda occasione nacque nel convento francescano della chiesa di Santa Maria della Pace, il Centro missionario provinciale OFM "Padre Giovanni da Montecorvino" che si occupa, con molta efficienza, di adozioni a distanza, con notevole partecipazione di laici devoti.
Nel 1994 fu organizzato un Convegno a Taiwan con l'intervento di numerosi studiosi e addetti ai lavori. 
L'amministrazione comunale di Montecorvino Rovella, con delibera consiliare n. 4 del 16 gennaio 1997, ha fatto voti alla Santa Sede per la beatificazione di Giovanni da Montecorvino, allegando alla stessa una sottoscrizione popolare con circa tremila firme.
Nella sua città natale, Montecorvino Rovella, il 5 gennaio 2000, fu costruito un monumento, inaugurato dal cardinale José Saraiva Martins, postulatore, proveniente dal Vaticano, opera dello scultore Bruno Gandola, milanese, e detto monumento fu corredato, sempre ad opera dello stesso scultore, di alcuni quadri scolpiti concernenti la vita del missionario, offerti dalle Confraternite locali di San Rocco, Corpo di Cristo e Addolorata, nonché dall'ordine francescano secolare locale "Beato Giovanni da Montecorvino".
Nel 2014, ad opera dell'amministrazione comunale, fu apposta una lapide sulla casa natale del missionario, in Via Diaz.
Nella chiesa di Santa Maria della Pace, a Montecorvino, si tiene annualmente un triduo nei giorni dal 3 al 5 gennaio, per ricordarne la figura missionaria, con l'intervento di autorevoli relatori provenienti da Assisi e da altre sedi di appartenenza all'OFM.

## Genealogia episcopale
La genealogia episcopale è:
- Cardinale Niccolò Alberti
- Vescovo Gerardo Albuini, O.F.M.
- Arcivescovo Giovanni da Montecorvino, O.F.M.